# Aleš Čeh
Aleš Čeh (Maribor, 7 d'abril, 1968) és un ex futbolista eslovè.
La seva trajectòria ha transcorregut entre Eslovènia i Àustria, destacant la seva participació en el NK Olimpija i en el Grazer AK. Amb aquest darrer club triomfà plenament, on guanyà la supercopa i la copa els anys 2000 i 2002.
Amb la selecció eslovena disputà l'Eurocopa 2000 i el Mundial del 2002.
Es retirà al NK Olimpija la temporada 2008/09. Actualment treballa al club com a entrenador dels joves.